# トレン・デ・ラ・コスタ
トレン・デ・ラ・コスタはアルゼンチンの大ブエノスアイレス都市圏で運行されている、旅客輸送を行う電気鉄道である。

## 概要
この鉄道路線は1891年以降にブエノスアイレス-ロサリオ鉄道によって1676 mm軌間（広軌）で開通し、1908年にアルゼンチン中央鉄道の一路線となり、1931年に第三軌条方式による電化も行われた。1948年にこの鉄道は国有化され、ミトレ将軍鉄道の都市近郊区間であるミトレ線の一部（レティーロ・ミトレ - バルトロメ・ミトレ - ティグレR系統）となったが、別のミトレ線（レティーロ・ミトレ - ティグレC系統）と並行していたため、前者系統のうち、バルトロメ・ミトレ - ティグレRの区間が1961年の後者系統への日本製電車"Toshiba"の導入に伴う駅ホームの嵩上げ工事に代表される、ミトレ線改修事業の一環として休止・放棄され、臨時の貨物列車のみが細々と運行されている状態であり、線路は荒廃するに任せていた。そのような中、1990年にアルゼンチン国鉄の民営化プロジェクトの一環としてこの区間の観光鉄道としての再整備・復活計画が策定され、線路は1435 mm軌間（標準軌）に改軌し、架線電圧は1500 Vの直流電化に昇圧がなされ、運営権を持つ企業SCP社により1995年4月21日に観光及び近郊鉄道として再びこの線路上での営業運行が始まった。
沿線にはかつての8駅の再整備の他に新しく3駅が設置され、各駅にはショッピングセンターを併設し、通勤通学の需要だけではなく外国からの観光客も「楽しめる」鉄道をコンセプトにしている。
しかし、開業2年後のアジア通貨危機を発端とした世界的な経済状況の悪化はSCP社を直撃し、それに追い打ちをかけるかのように利用客も減少した。各駅に併設されているショッピングセンターにはテナントが目立ち始めた。この路線は素晴らしい景色で有名であるが、運営するSCP社の経営状況は一向の上向きにならず、2011年には職員の給料の支払いを国家がするような状況となった。このような状況を打開するべく、政府はSCP社の運営権を取り消し、2013年に再国有化され、この区間は52年ぶりにアルゼンチン国鉄による旅客運行となった。車両や設備一式はSCP社時代のものを塗装変更や手直しし継続して使用しているが、2019年に路線のさらなる活性化を図るため、ブエノスアイレス地下鉄のH線で使用されていた"Siemens O＆K"電車のリニューアル車"Emepa"を導入することを策定した。

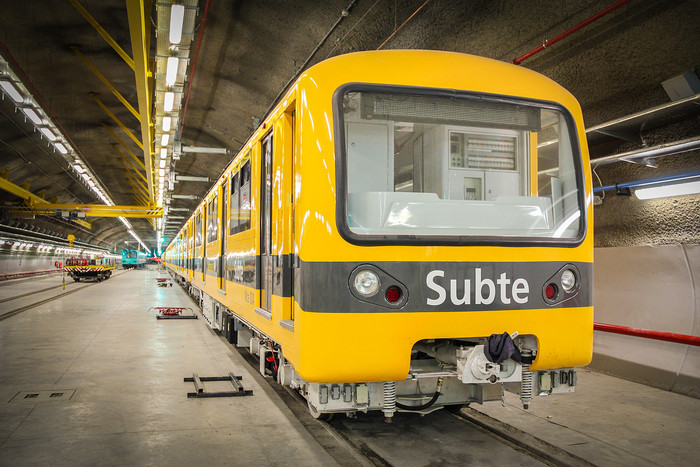
導入予定の地下鉄車両"Siemens O&K Emepa"

## 路線
路線はミトレ線・レティーロ・ミトレ - バルトロメ・ミトレ系統のバルトロメ・ミトレ駅に隣接するマイプ駅とブエノスアイレス州のティグレ市にあるデルタ駅（かつてのティグレR駅）の間の15.5 kmを、ラプラタ川に沿う形（河岸ではない）で結び、起終点を含めて全11駅。前述したように路線はミトレ線のレティーロ・ミトレ - ティグレ系統（ティグレ市側の終起点は1996年に従来のティグレC駅から数百メートル移動したティグレ駅）との平行路線となっている。なお、LRTとしても知られているが、道路上を走行する区間は一切存在しない。

## 車両
車両はスペインのメトロバレンシアの3700形と同形の2車体連接の電車で、スペインのCAF社で製造された。

## 参考
- 鉄道ピクトリアル 696号 （鉄道図書刊行会）